# Franz Dobler

Franz Dobler bei einer Lesung im Kölner Tsunami Club 2008

Franz Dobler (* 18. November 1959 in Schongau, Bayern) ist ein deutscher Schriftsteller, Journalist und DJ.

## Leben und Werk
Neben Romanen und Sammlungen von Erzählungen veröffentlicht Dobler seit 1988 auch Sachbücher und ist als Herausgeber verschiedener Musik-Kompilationen tätig. In seiner Arbeit befasst er sich mit kulturellen (Schwerpunkt auf Popkultur/Subkultur) und politischen Themen. Im Mittelpunkt steht häufig Kritik an konservativen Kräften im heimatlichen Bayern, aber auch die Zuneigung zu progressiven Figuren und sympathisch-schrägen Gestalten ebendort.

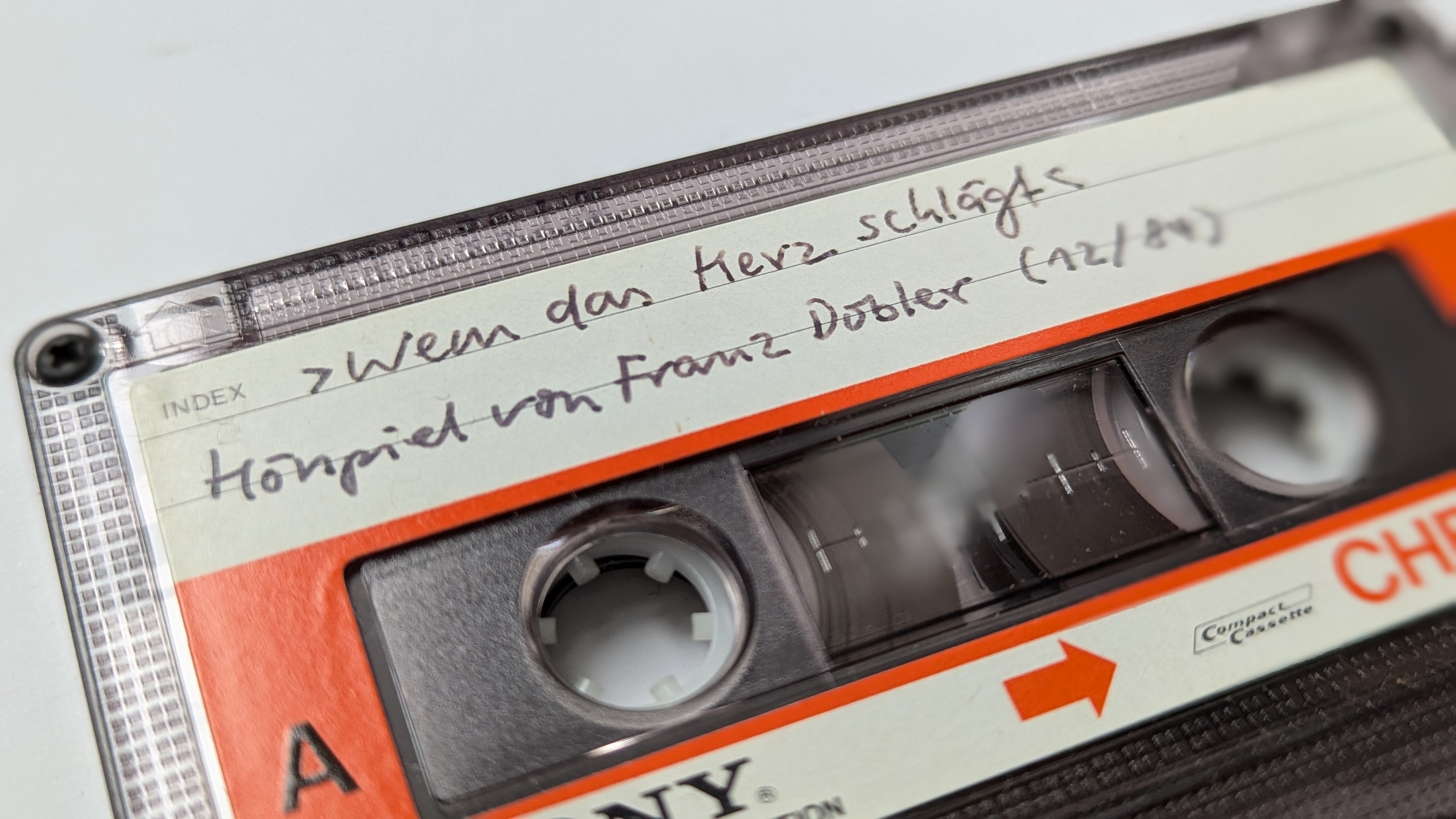
Cassette mit einem Dobler-Hörspiel von 1984

Seine Liebe zur Country-Musik, die er Ende der 1980er Jahre entwickelte, wurde immer mehr auch zum Thema seiner Autorentätigkeit. Eine Country-Kolumne, die er für die Tageszeitung junge Welt verfasste und in der bis heute (2019) regelmäßig publiziert, veröffentlichte er 1999 unter dem Titel Auf des toten Mannes Kiste. 2002 veröffentlichte er zum 70. Geburtstag des Musikers die  Johnny-Cash-Biografie The Beast in Me. Spätestens seitdem gilt er in Deutschland als einer der renommiertesten Country-Experten. Seit 2004 steht er regelmäßig mit Hubl Greiner auf der Bühne. Als The DJ Hoerspiel Ensemble verbinden sie das DJing mit Tonträgern, die unterschiedliche Formen von Sprache oder Text enthalten, mit politischer Rede, grenzwertig pornografischen Äußerungen, abstrakten und konkreten Hörspiel-Sounds und elektronischer Musik.
Im Jahr 2024 erschien der Roman Sohn zweier Mütter, in dem sich seine eigene Herkunft als Adoptivkind widerspiegelt.
Dobler lebt seit 1991 mit Frau und Tochter in Augsburg. Er ist Gründungsmitglied des PEN Berlin.

## Auszeichnungen
2015 wurde Dobler für Ein Bulle im Zug mit dem Deutschen Krimi Preis ausgezeichnet für den besten im Jahr 2014 veröffentlichten Krimi. Mit dem Nachfolger Ein Schlag ins Gesicht erreichte er 2017 Rang 3 in der Kategorie National. Beide Romane landeten in der Jahreswertung der Krimibestenliste auf Platz 5.

## Veröffentlichungen (Auswahl)

### Bücher
- Falschspieler. Nautilus/Nemo Press, Hamburg 1988, ISBN 3-922513-44-1.
- Tollwut. Edition Nautilus, Hamburg 1991, ISBN 3-89401-190-4.
- Jesse James und andere Westerngedichte. Bommas, Augsburg 1991, ISBN 3-928452-00-2.
- Der gute Johnny der Dreckskerl. Theaterstück und Materialien. Bommas, Augsburg 1992, ISBN 3-928452-01-0 (Hrsg. Peter Bommas).
- Bierherz. Flüssige Prosa. Edition Nautilus, Hamburg 1994, ISBN 3-89401-226-9.
- Down in Louisiana. Bommas, Augsburg 1995, ISBN 3-928452-04-5 (Als Herausgeber).
- Sprung aus den Wolken. Dancehall-Stories. Edition Nautilus, Hamburg 1996, ISBN 3-89401-256-0.
- Nachmittag eines Reporters. Short-Stories-Album. Belleville, München 1998, ISBN 3-923646-76-3.
- Auf des toten Mannes Kiste. Get Country & Rhythm! Edition Nautilus, Hamburg 1999, ISBN 3-89401-337-0 (Mit Gastbeiträgen von Eugene Chadbourne, Wiglaf Droste, Jonathan Fischer und Ed Ward).
- The Beast In Me. Johnny Cash und die seltsame und schöne Welt der Countrymusik. Verlag Antje Kunstmann, München 2002, ISBN 3-88897-302-3.
- Sterne und Straßen. Edition Tiamat, Berlin 2004 (Sammlung von Artikeln und Erzählungen).
- Aufräumen. Verlag Antje Kunstmann, München 2008, ISBN 978-3-88897-507-3.
- Bastard. Stories & Poetry. Alexander Verlag, Berlin 2008 (Als Herausgeber mit Texten von Friedrich Ani, Martin Compart, Jörg Fauser, Hans Holzhaider, Jean-Pierre Melville, Heiner Müller, Andreas Niedermann, Leonard Schrader, Jamal Tuschick und Anne Zielke und einem Foto von Martina Geccelli).
- Letzte Stories. 26 Geschichten für den Rest des Lebens. Blumenbar, Berlin 2010, ISBN 978-3-936738-67-4.
- Ein Bulle im Zug. Tropen (Klett-Cotta Verlag), Stuttgart 2014, ISBN 978-3-608-50125-4 (Print), ISBN 978-3-608-10722-7 (E-Book)
- Ein Schlag ins Gesicht. Tropen, Stuttgart 2016. ISBN 978-3-608-50216-9.
- mit Guido Sieber (Gemälde und Zeichnungen): Rock’n’Roll Fever. Edel:Rockbuch, ISBN 978-3-941378-73-5.
- Ein Schuss ins Blaue. Kriminalroman, Klett-Cotta, Stuttgart 2019, ISBN 978-3-608-50346-3.
- Ein Sohn von zwei Müttern. Roman. Tropen Verlag, Berlin 2024, ISBN 978-3-608-50422-4.[6]

### CDs (Als Herausgeber)
- Perlen Deutschsprachiger Popmusik I-IV (Trikont, 1995–1998)
- In GUZ we trust/Anthologie 1984–1995 (L’age d’or, 1997)
- A Boy Named Sue – Johnny Cash Revisited (Trikont, 2002)

### Hörspiele
- ARD Radio Tatort: Mörder und Gespenster, Ursendung auf BR2 am 16. Oktober 2019, 53 Min, verfügbar in der ARD Audiothek[7]
- ARD Radio Tatort: Bankraub und Gerechtigkeit, Produktion: BR 2020, Regie: Ulrich Lampen, Erscheinungsdatum am 12. November 2020.[8]
- ARD Radio Tatort: Killer und Kollegen | Ermittlungen im Polizeiapparat, Produktion: BR 2021, Regie: Ulrich Lampen, Ursendung auf BR2 am 18. Dezember 2021.[9]
- ARD Radio Tatort: Abendland und Untergang, Produktion: BR 2022, Regie: Ulrich Lampen, Erscheinungsdatum am 11. November 2022.[10]

### Hörbücher
- Franz Dobler liest „Cut City Blues“ und andere Gedichte aus „Trotzki, Goethe und das Glück“ / Jörg Fauser. Alexander Verlag, Berlin 2005, ISBN 3-89581-142-4.
- Der Tag an dem ich allen Glück wünschte. Westerngedichte. Verlag Antje Kunstmann, München 2002, ISBN 3-88897-317-1 (Hörbuch mit Hubl Greiner).

## Ausstellung
- 2010/2011: caricatura museum frankfurt – Museum für Komische Kunst: Die Geschichte der Populären Musik, mit Bildern von Guido Sieber und Texten von Franz Dobler.